# ルクマン・ハキム・シャムスディン
ルクマン・ハキム・ビン・シャムスディン（マレー語: Luqman Hakim bin Shamsudin、2002年3月5日 - ）は、マレーシアのサッカー選手。 Jリーグ・Y.S.C.C.横浜所属。マレーシア代表。ポジションはFW。

## 経歴

### クラブ
マレーシア国立サッカー開発プログラム出身で、その後、モフタル・ダハリ・アカデミーに所属した。2019年にはネクスト・ジェネレーション2019に選出される等、同国の至宝として名をあげた。
2019年9月20日にマレーシア人のヴィンセント・タンが保有するKVコルトレイクと5年契約を締結したことが明らかとなった。これによって彼は18歳未満でプロ契約を締結した初めてのマレーシア人選手となった。但し、18歳に満ちていないために2020年3月からの契約となっていた。
他方で新型コロナウイルス感染症の世界的流行に伴う移動制限によって、誕生日を迎えてもベルギーに渡ることはできず、その間セランゴールFC IIに所属した。7月にコルトレイクへと移籍した。
同年9月4日のプレシーズンマッチで初出場となった。10月24日の試合で74分に投入されて選手初出場を記録した。しかしながら以降の出場機会は乏しかった。
2023年2月7日、1.デイルド・カルラ昇格組のニャルスヴィークFCに出場機会確保のため、年末迄の期限付き移籍をした。4月8日にカップ戦でスターティングメンバーとして移籍後初出場を記録、プロ初アシストを記録して3-2の勝利に貢献した。同月20日にプロ初得点を記録した。
2024年1月16日、J3リーグ・横浜スポーツ&カルチャークラブに翌年元日迄の期限付き移籍で加入することが発表された。

### 代表
U-16代表からの各年代で出場経歴がある。地元開催のAFC U-16選手権2018にも出場した。
2021年5月にA代表初招集を受けた。同月28日のバーレーン代表との親善試合で代表初出場を記録した。

## 個人成績
2024年1月19日現在
| 国内大会個人成績 | 国内大会個人成績 | 国内大会個人成績 | 国内大会個人成績 | 国内大会個人成績 | 国内大会個人成績 | 国内大会個人成績 | 国内大会個人成績 | 国内大会個人成績 | 国内大会個人成績 | 国内大会個人成績 | 国内大会個人成績 |
| 年度             | クラブ           | 背番号           | リーグ           | リーグ戦         | リーグ戦         | オープン杯       | オープン杯       | 期間通算         | 期間通算         |                  |                  |
| 年度             | クラブ           | 背番号           | リーグ           | 出場             | 得点             | 出場             | 得点             | 出場             | 得点             |                  |                  |
| ベルギー         | ベルギー         | ベルギー         | ベルギー         | リーグ戦         | リーグ戦         | ベルギー杯       | ベルギー杯       | 期間通算         | 期間通算         |                  |                  |
| ---------------- | ---------------- | ---------------- | ---------------- | ---------------- | ---------------- | ---------------- | ---------------- | ---------------- | ---------------- | ---------------- | ---------------- |
| 2020-21          | コルトレイク     | 99               | 1stA             | 1                | 0                | 0                | 0                | 1                | 0                |                  |                  |
| 2021-22          | コルトレイク     | 99               | 1stA             | 0                | 0                | 0                | 0                | 0                | 0                |                  |                  |
| 2022-23          | コルトレイク     | 99               | 1stA             | 1                | 0                | 1                | 0                | 2                | 0                |                  |                  |
| アイスランド     | アイスランド     | アイスランド     | アイスランド     | リーグ戦         | リーグ戦         | オープン杯       | オープン杯       | 期間通算         | 期間通算         |                  |                  |
| 2023             | ニャルスヴィーク |                  | 1.Deild          | 9                | 1                | 3                | 1                | 12               | 2                |                  |                  |
| 日本             | 日本             | 日本             | 日本             | リーグ戦         | リーグ戦         | 天皇杯           | 天皇杯           | 期間通算         | 期間通算         |                  |                  |
| 2024             | YS横浜           | 13               | J3               | 8                | 0                | 1                | 0                | -                | -                | 9                | 0                |
| 通算             | ベルギー         | ベルギー         | 1stA             | 2                | 0                | 1                | 0                | 3                | 0                |                  |                  |
| 通算             | アイスランド     | アイスランド     | 1.Deild          | 9                | 1                | 3                | 1                | 12               | 2                |                  |                  |
| 通算             | 日本             | 日本             | J3               | 8                | 0                | 1                | 0                | -                | -                | 9                | 0                |
| 総通算           | 総通算           | 総通算           | 総通算           | 19               | 1                | 5                | 1                | 24               | 2                |                  |                  |

## 代表歴

### 試合数
- 国際Aマッチ 10試合 0得点（2021年-2022年）[22]

| マレーシア代表 | 国際Aマッチ | 国際Aマッチ |
| 年             | 出場        | 得点        |
| -------------- | ----------- | ----------- |
| 2021           | 9           | 0           |
| 2022           | 1           | 0           |
| 通算           | 10          | 0           |